# 1537 en arts plastiques
| Années des arts plastiques : 1534 - 1535 - 1536 - 1537 - 1538 - 1539 - 1540    |
| Décennies des arts plastiques : 1500 - 1510 - 1520 - 1530 - 1540 - 1550 - 1560 |

Cette page concerne l'année 1537 en arts plastiques.

## Œuvres

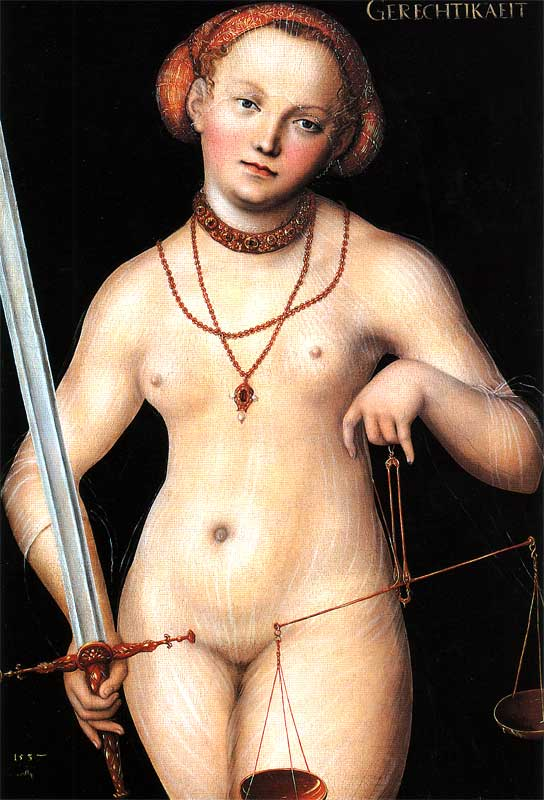
Allégorie de la justice, de Lucas Cranach l'Ancien.

## Naissances
- 19 août : Isaac Claesz van Swanenburg, peintre néerlandais († 10 mars 1614),
- ? :
  - Lorenzo Costa le Jeune, peintre maniériste italien († 1583),
  - Philippe Galle, graveur flamand  († mars 1612),
  - Lorenz Stöer, graveur bavarois († 1621),
- Vers 1537 :
- Giovanni Battista Ricci, peintre italien († 5 août 1627).

## Décès
- 12 janvier : Lorenzo di Credi, peintre et sculpteur italien (° vers 1459),
- ? février : Gianmaria Pomedello, peintre italien (° 1478),
- ? :
  - Jörg Breu l'Ancien, peintre, graveur, concepteur de vitraux et enlumineur allemand (° vers 1475),
  - Hans Cranach, peintre allemand (° vers 1513),
  - Antonio Gagini, sculpteur italien (° 1504),
  - Marco Meloni, peintre italien (° 1470),
  - Fernando Yáñez de la Almedina, peintre espagnol (° vers 1475).